# بارك شتاديون
ملعب بارك ستاديون (بالإنجليزية: Parkstadion)‏ هو ملعب كرة قدم متعدد الأغراض يقع في غيلسنكيرشن، ألمانيا، يتسع لـ 62,008 متفرج. هو الملعب الرسمي السابق لنادي شالكه 04.

## التاريخ
افتتح الملعب في 4 أغسطس 1973. تم تجديده في 1998. تم إغلاقه في 2008.

## أهم الأحداث التي استضافها
- كأس العالم لكرة القدم 1974 (خمس مباريات)[2]
- كأس الأمم الأوروبية لكرة القدم 1988 (مباريتان)[3]